# Кальчичи
Кальчичи, также Кольчичи (бел. Кальчычы) — деревня в Кореличском районе Гродненской области Белоруссии, в Красненском сельсовете. Население 42 человека (2015).

## География
Деревня находится на границе с Новогрудским районом в 5 км к северо-западу от Кореличей и в 18 км к востоку от Новогрудка. В километре от деревни проходит шоссе Р11.

## История
Первые упоминания Кальчичей относятся к началу XVI века. Великий князь Александр пожаловал имение Ф. Коллонтаю из рода Коллонтаев. В 1683 году здесь было 22 дома.
В результате второго раздела Речи Посполитой (1793) Кальчичи оказалась в составе Российской империи, в Новогрудском уезде. Во второй половине XIX века построена дворянская усадьба). В 1897 году в деревне было 83 двора и 526 жителей, работал кирпичный завод. В 1913 году открыто народное училище.
В 1921—1939 году в составе межвоенной Польской Республики, в Новогрудском повете Новогрудского воеводства. В 1921 году здесь жило 396 человек, работала сыроварня и существовала польская начальная школа. В феврале 1933 года проходили крестьянские волнения.
С 1939 года в составе БССР, в Кореличском районе. Во вторую мировую войну погибли 25 жителей деревни.

## Достопримечательности
- Усадебный дом, вторая половина XIX века. Находится в полуразрушенном состоянии.